# NGDN
NGDN (англ. Neuroguidin) – білок, який кодується однойменним геном, розташованим у людей на 14-й хромосомі. Довжина поліпептидного ланцюга білка становить 315 амінокислот, а молекулярна маса — 35 894.
| 10         |  | 20         |  | 30         |  | 40         |  | 50         |
| ---------- |  | ---------- |  | ---------- |  | ---------- |  | ---------- |
| MAALGVLESD |  | LPSAVTLLKN |  | LQEQVMAVTA |  | QVKSLTQKVQ |  | AGAYPTEKGL |
| SFLEVKDQLL |  | LMYLMDLTHL |  | ILDKASGGSL |  | QGHDAVLRLV |  | EIRTVLEKLR |
| PLDQKLKYQI |  | DKLIKTAVTG |  | SLSENDPLRF |  | KPHPSNMMSK |  | LSSEDEEEDE |
| AEDDQSEASG |  | KKSVKGVSKK |  | YVPPRLVPVH |  | YDETEAEREK |  | KRLERAKRRA |
| LSSSVIRELK |  | EQYSDAPEEI |  | RDARHPHVTR |  | QSQEDQHRIN |  | YEESMMVRLS |
| VSKREKGRRK |  | RANVMSSQLH |  | SLTHFSDISA |  | LTGGTVHLDE |  | DQNPIKKRKK |
| IPQKGRKKKG |  | FRRRR      |  |            |  |            |  |            |

A: Аланін

D: Аспарагінова кислота

E: Глутамінова кислота

F: Фенілаланін

G: Гліцин

H: Гістидин

I: Ізолейцин

K: Лізин

L: Лейцин

M: Метіонін

N: Аспарагін

P: Пролін

Q: Глутамін

R: Аргінін

S: Серин

T: Треонін

V: Валін

Кодований геном білок за функціями належить до репресорів, фосфопротеїнів. 
Задіяний у таких біологічних процесах, як регуляція трансляції, ацетилювання, альтернативний сплайсинг. 
Локалізований у цитоплазмі, ядрі, клітинних відростках, хромосомах, центромерах.